# Coupe Gambardella
Puchar Gambardella (fra. Coupe Gambardella) – cykliczne rozgrywki piłkarskie, organizowane corocznie (co sezon) przez Francuski Związek Piłki Nożnej (FFF), w których uczestniczą drużyny U-19 francuskich klubów piłkarskich.

## Finały Pucharu Gambardella
- 1955: AS Cannes : Lille OSC – 3:0
- 1956: Troyes AC : Stade de Reims – 2:1
- 1957: RC Lens : Troyes AC – 3:0
- 1958: RC Lens : AS Saint-Étienne – 2:1
- 1959: Racing Paryż : SM Caen – 1:0
- 1960: Lille OSC : US Quevilly – 1:0
- 1961: Nîmes Olympique : CO Joinville – 2:0
- 1962: AS Monaco : FC Metz – 2:1
- 1963: AS Saint-Étienne : CASG Paris – 3:0
- 1964: Stade de Reims : AS Saint-Étienne – 4:3
- 1965: RC Strasbourg : AS Aix – 3:2
- 1966: Nîmes Olympique : Sporting Toulon Var – 3:2
- 1967: US Quevilly : Stade Français – 2:1
- 1968: FC Martigues : Stade de Reims – 2:2Zwycięstwo w rzutach karnych
- 1969: Nîmes Olympique : ES Viry-Châtillon – 3:0
- 1970: AS Saint-Étienne : Olympique Lyon – 3:3 po dogrywce, k. 5:4
- 1971: Olympique Lyon : AS Saint-Étienne – 2:1
- 1972: AS Monaco: Toulouse FC – 2:1
- 1973: Stade Rennais FC : AS Brest – 1:1 po dogrywce, k. 6:5
- 1974: FC Nantes : AS Nancy – 4:1
- 1975: FC Nantes : FC Sochaux-Montbéliard – 1:1 po dogrywce, k. 6:5
- 1976: Girondins Bordeaux : ES Viry-Châtillon – 3:0
- 1977: Nîmes Olympique : Stade de Reims – 3:1
- 1978: INF Vichy : Paris Saint-Germain – 3:1
- 1979: Olympique Marsylia : RC Lens – 2:0
- 1980: INF Vichy : FC Metz – 1:0
- 1981: FC Metz : OGC Nice – 1:0
- 1982: AJ Auxerre : AS Nancy – 6:3
- 1983: FC Sochaux-Montbéliard : RC Lens – 1:0
- 1984: Stade Lavallois : Montpellier HSC – 0:0 po dogrywce, k. 4:2
- 1985: AJ Auxerre : Montpellier HSC – 3:0
- 1986: AJ Auxerre : FC Nantes – 0:0 po dogrywce, k. 9:7
- 1987: Racing Paryż : Grenoble Foot – 2:1
- 1988: INF Clairefontaine : AS Beauvais – 1:0
- 1989: Le Havre AC : Paris Saint-Germain – 0:0 po dogrywce, k. 4:2
- 1990: Stade Brestois 29 : Grenoble Foot – 3:1
- 1991: Paris Saint-Germain : AJ Auxerre – 0:0 po dogrywce, k. 3:1
- 1992: RC Lens : Olympique Lyon – 1:0
- 1993: AJ Auxerre : RC Lens – 1:0
- 1994: Olympique Lyon : SM Caen – 5:0
- 1995: AS Cannes : RC Lens – 2:0
- 1996: Montpellier HSC : FC Nantes – 1:0
- 1997: Olympique Lyon : Montpellier HSC – 1:1 po dogrywce, k. 5:4
- 1998: AS Saint-Étienne : Paris Saint-Germain – 1:1 po dogrywce, k. 5:3
- 1999: AJ Auxerre : AS Saint-Étienne – 0:0 po dogrywce, k. 5:4
- 2000: AJ Auxerre : Lille OSC – 1:0
- 2001: FC Metz : SM Caen – 2:0
- 2002: FC Nantes : OGC Nice – 1:0
- 2003: Stade Rennais FC : RC Strasbourg – 4:1
- 2004: Le Mans FC : Nîmes Olympique – 2:0
- 2005: Toulouse FC : Olympique Lyon – 6:2
- 2006: RC Strasbourg : Olympique Lyon – 3:1
- 2007: FC Sochaux-Montbéliard : AJ Auxerre – 2:2 po dogrywce, k. 5:4
- 2008: Stade Rennais FC : Girondins Bordeaux – 3:0
- 2009: Montpellier HSC : FC Nantes – 2:0
- 2010: FC Metz : FC Sochaux-Montbéliard – 1:1 po dogrywce, k. 4:3
- 2011: AS Monaco : AS Saint-Étienne – 1:1 po dogrywce, k. 4:3
- 2012: OGC Nice : AS Saint-Étienne - 2:1
- 2013:

Źródło: 

## Zdobywcy Pucharu Gambardella
- AJ Auxerre – 6 razy – 1982, 1985, 1986, 1993, 1999, 2000
- Nîmes Olympique – 4 razy – 1961, 1966, 1969, 1977
- AS Saint-Étienne – 3 razy – 1963, 1978, 1998
- RC Lens – 3 razy – 1957, 1958, 1992
- Olympique Lyon – 3 razy – 1971, 1994, 1997
- FC Nantes – 3 razy – 1974, 1975, 2002
- FC Metz – 3 razy – 1981, 2001, 2010
- Stade Rennais FC – 3 razy – 1973, 2003, 2008
- AS Monaco – 3 razy – 1962, 1972, 2011
- Montpellier HSC – 2 razy – 1996, 2009
- FC Sochaux-Montbéliard – 2 razy – 1983, 2007
- RC Strasbourg – 2 razy – 1965, 2006
- AS Cannes – 2 razy – 1955, 1995
- Racing Paryż – 2 razy – 1959, 1987
- INF Vichy – 2 razy – 1978, 1980
- Paris Saint-Germain – 1 raz – 1991
- Stade de Reims – 1 raz – 1964
- Lille OSC – 1 raz – 1960
- OGC Nice – 1 raz – 2012
- Girondins Bordeaux – 1 raz – 1976
- US Quevilly – 1 raz – 1967
- Toulouse FC – 1 raz – 2005
- Troyes AC – 1 raz – 1956
- Stade Brestois 29 – 1 raz – 1990
- INF Clairefontaine – 1 raz – 1988
- Stade Lavallois – 1 raz – 1984
- Le Havre AC – 1 raz – 1989
- Le Mans FC – 1 raz – 2004
- Olympique Marsylia – 1 raz – 1979
- FC Martigues – 1 raz – 1968